# Mirgissa

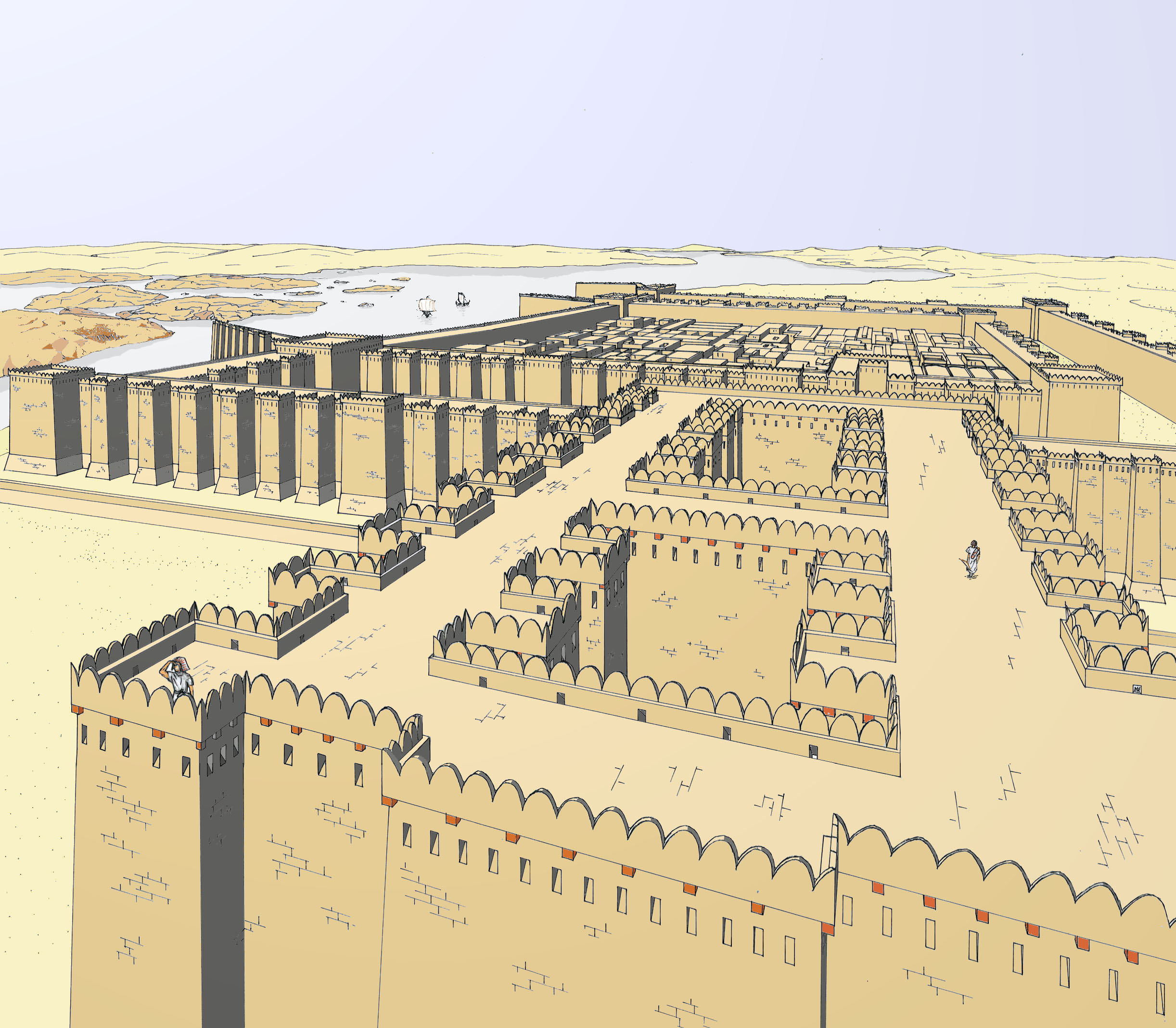
Reconstrucció. Vista des de sobre de la porta de la muralla nord

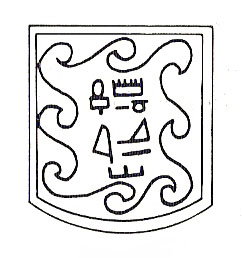
Segell de la fortalesa de Mirgissa
(ḫtm Mnnw Ikn)

Mirgissa fou una fortalesa egípcia a Núbia creada vers el 1850 aC, però potser ja iniciada abans. Estava situada a la riba oest del riu Nil, enfront d'algunes illes a la segona cascada del Nil. Tenia un lloc d'observació uns 3 km més avall en un racó del riu, i uns altres 5 km més amunt, entre Mirgissa i Kor, al lloc anomenat Abu Sir. L'excavació de Jean Vercoutter del 1959 al 1964 va descobrir una estela amb la inscripció "Hathor, senyora d'Ikn", que estableix que el nom de la fortalesa en antic egipci fou Iken. La fortalesa era un dipòsit comercial amb guarnició militar a la zona. Fou evacuada després del 1700 aC amb la invasió dels hicsos.
Més tard, amb l'Imperi nou, es van construir edificacions en aquest lloc i, entre aquestes, un temple a Hathor, potser aprofitant l'estructura anterior.
La fortalesa i la resta de construccions de la zona van quedar inundades després de la construcció de la presa d'Assuan i la pujada del llac Nasser. Una campanya internacional organitzada per la UNESCO (1960-1972) va intentar excavar la zona i salvar part dels monuments.

## Galeria fotogràfica
Fotografies (i esquemes) preses durant la campanya de la UNESCO per a salvar els monuments nubians abans de la inundació de la zona pel llac Nasser:

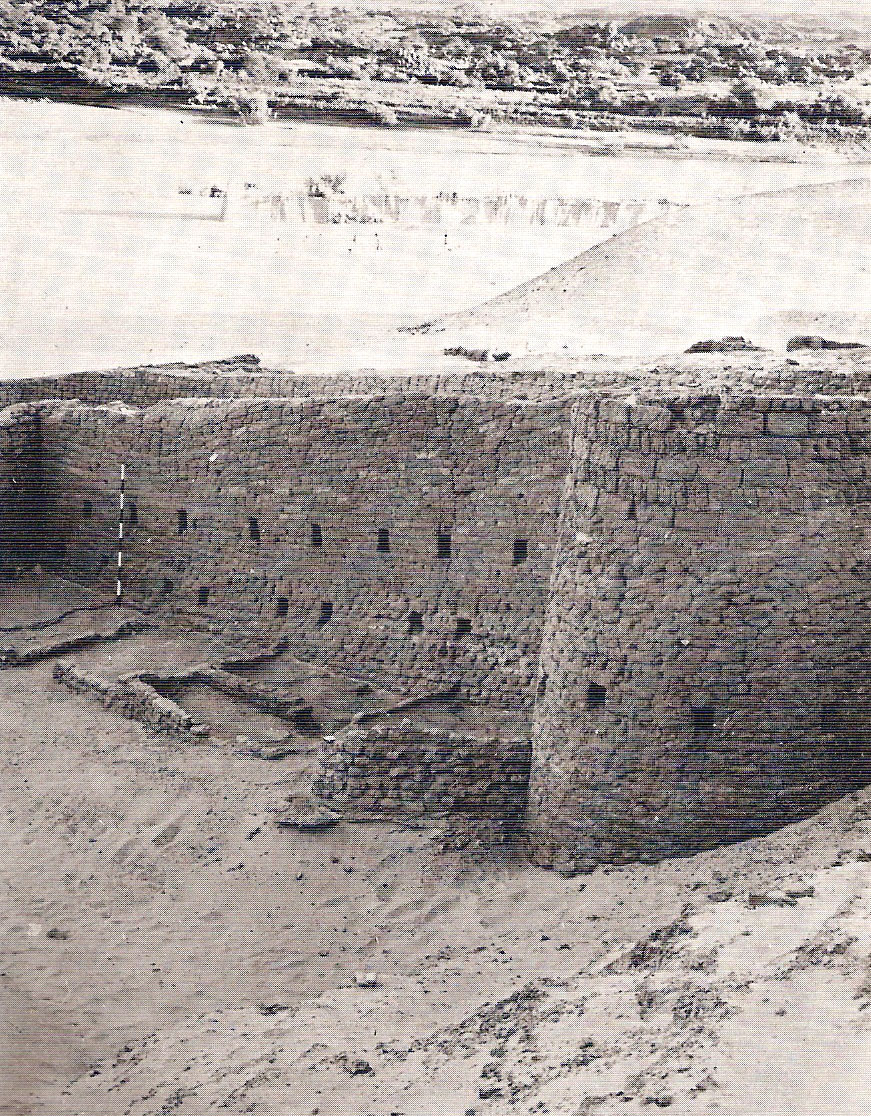
Bastions a la zona nord del recinte
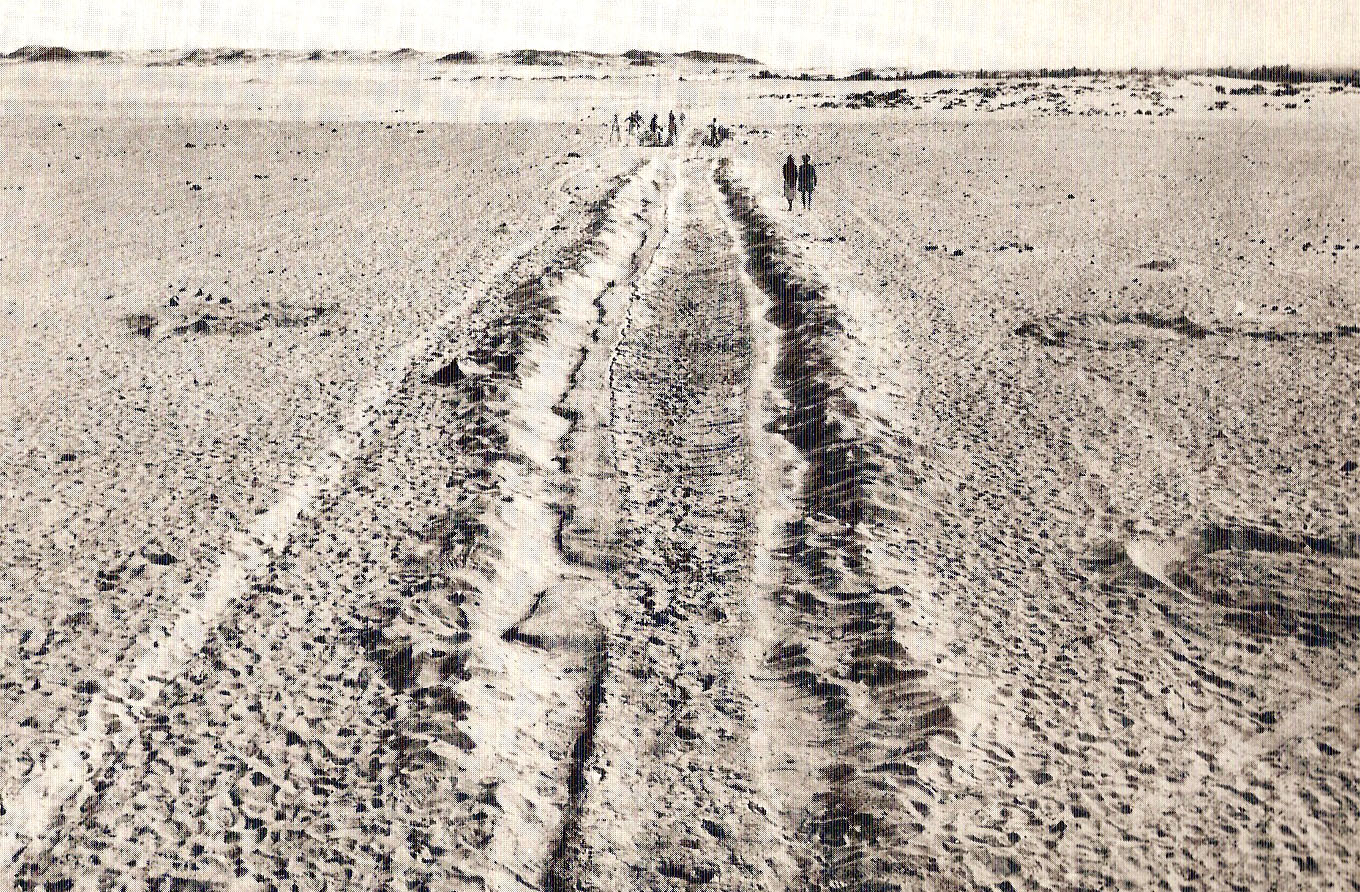
Rampa per a transportar barques durant la baixada del Nil
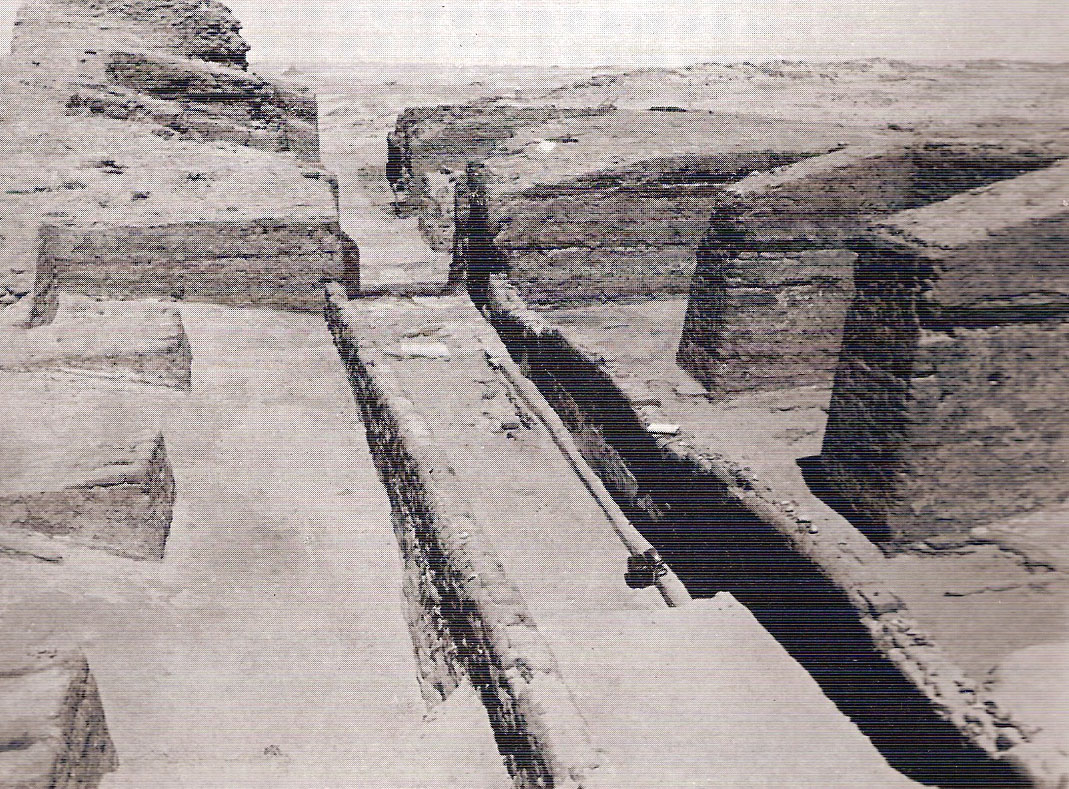
Interior de la porta nord
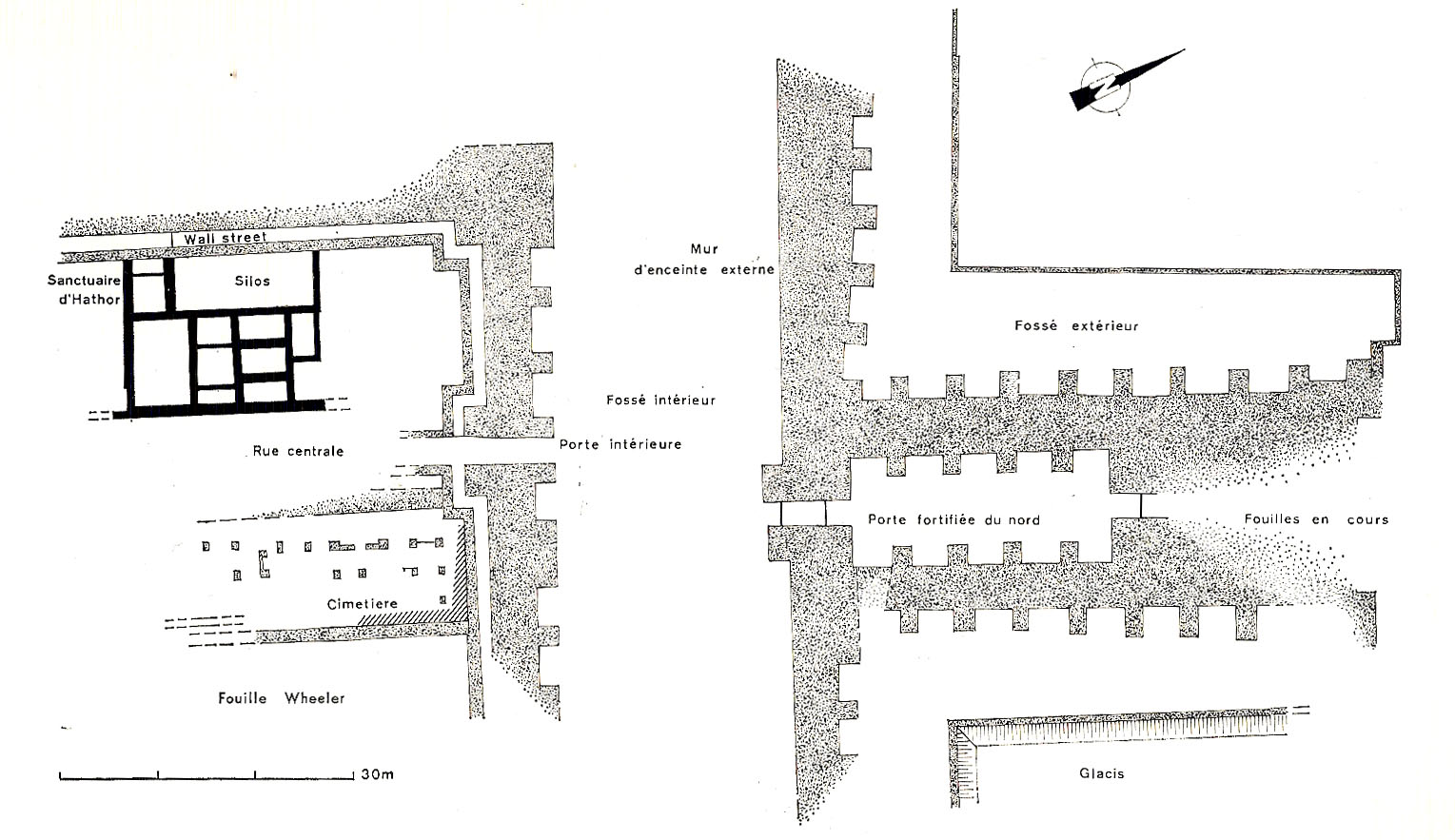
Mapa de Mirgissa. Detall de la porta nord
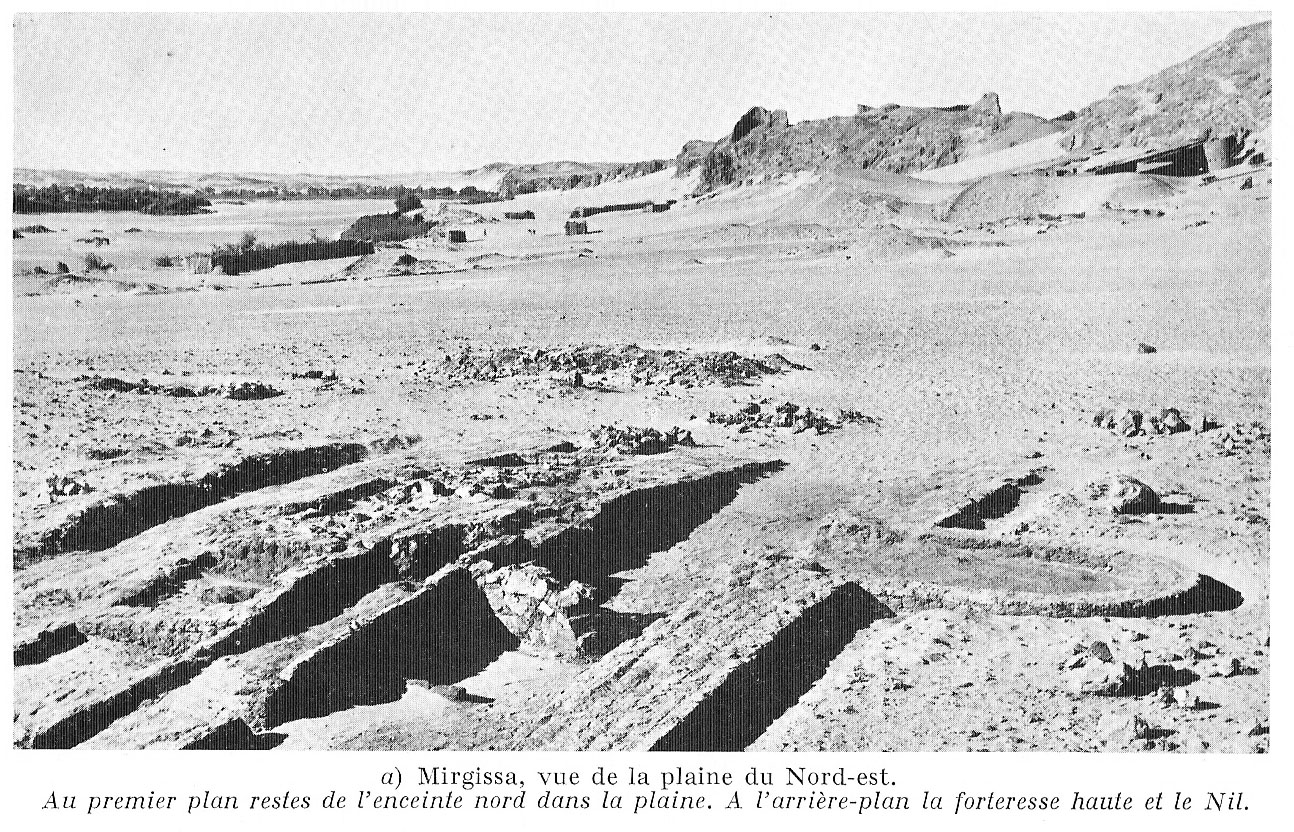
En primer pla, restes de la muralla nord-est, al fons la fortalesa i el Nil